# Norsen, Dalarna
Norsen är en sjö i Ludvika kommun i Dalarna och ingår i Norrströms huvudavrinningsområde. Sjön har en area på 1,54 kvadratkilometer och ligger 225 meter över havet. Sjön avvattnas av vattendraget Norsån.

## Delavrinningsområde
Norsen ingår i det delavrinningsområde (668355-144780) som SMHI kallar för Utloppet av Norsen. Medelhöjden är 274 meter över havet och ytan är 12,34 kvadratkilometer. Det finns ett avrinningsområde uppströms, och räknas det in blir den ackumulerade arean 38,34 kvadratkilometer. Norsån som avvattnar avrinningsområdet har biflödesordning 4, vilket innebär att vattnet flödar genom totalt 4 vattendrag innan det når havet efter 289 kilometer. Avrinningsområdet består mestadels av skog (72 procent). Avrinningsområdet har 1,57 kvadratkilometer vattenytor vilket ger det en sjöprocent på 12,7 procent.